# Cyanosesia
Cyanosesia là một chi bướm đêm thuộc họ Sesiidae.

## Các loài
- Cyanosesia borneensis  Kallies, 2003
- Cyanosesia cyanolampra (Diakonoff, [1968])
- Cyanosesia cyanosa  Kallies & Arita, 2004
- Cyanosesia formosana  Arita & Gorbunov, 2002
- Cyanosesia hypochalcia (Hampson, 1919)
- Cyanosesia javana Gorbunov & Kallies, 1998
- Cyanosesia litseavora  Kallies & Arita, 2004
- Cyanosesia meyi  Kallies & Arita, 1998
- Cyanosesia pelocroca (Diakonoff, [1968])
- Cyanosesia philippina  Gorbunov & Kallies, 1998
- Cyanosesia tonkinensis  Gorbunov & Arita, 1995
- Cyanosesia treadawayi  Kallies & Arita, 1998
- Cyanosesia vietnamica  Gorbunov & Arita, 1995